# Albino Cocco
Albino Cocco (Roma, 1º marzo 1933 – Roma, 7 marzo 2003) è stato un regista e attore italiano.
È stato un importante aiuto regista tra i maggiori della storia del cinema italiano, avendo lavorato con Michelangelo Antonioni, Luchino Visconti, Carlo Verdone e anche con Antonio De Curtis.
È stato anche attore nell'episodio diretto da Pietro Germi Amori di mezzo secolo del 1954 e tra i protagonisti del primo film di Franco Brusati Il padrone sono me del 1956.

## Filmografia parziale
- Amori di mezzo secolo, episodio Guerra 1915-18, regia di Pietro Germi (1954)
- Le notti bianche, regia di Luchino Visconti (1957)
- Il gattopardo, regia di Luchino Visconti (1963)
- Che fine ha fatto Totò Baby?, regia di Ottavio Alessi (1964)
- La caduta degli Dei, regia di Luchino Visconti (1969)
- Morte a Venezia, regia di Luchino Visconti (1971)
- Il vizietto, regia di Edouard Molinaro (1978)
- Borotalco, regia di Carlo Verdone (1982)
- La vendetta, regia di Leandro Lucchetti (1988)